# Françoise Combes
Françoise Combes (Montpellier, 12 agosto 1952) è un'astrofisica e docente francese, componente dell'Accademia francese delle scienze.

## Biografia

### Educazione
Ha studiato all'École normale supérieure dal 1971 al 1975, conseguendo nel 1975 l'Agrégation e un PhD in fisica presso l'Università di Parigi-Diderot, con una tesi sulla dinamica e la struttura delle galassie.

## Ricerca
I suoi lavori di ricerca riguardano la formazione e l'evoluzione delle galassie, in un contesto cosmologico. Questo lavoro comprende: le dinamiche della galassia, la galassia a spirale e la struttura a sbarre, e le interazioni tra galassie, studiate sia attraverso osservazioni multi-lunghezza d'onda che simulazioni numeriche. Françoise Combes ha pubblicato laori sul mezzo interstellare delle galassie; in particolare, il gas molecolare che dà vita a nuove stelle nelle galassie vicine, come Andromeda, e che può essere trovato in sistemi ad alto redshift, altre recensioni nelle sue aree di interesse.
Ha contribuito a vari modelli di materia oscura, interessandosi a soluzioni alternative, come la gravità modificata. Ha collaborato con Daniel Pfenniger nello sviluppo di un modello per tenere conto di una grande frazione dei barioni scuri, che non sono stati ancora identificati sotto forma di gas molecolare freddo.

## Pubblicazioni
Françoise Combes è autrice di oltre mille articoli, libri e lavori collettivi. Tra i suoi libri in lingua inglese:
- The Milky Way (con James Lequeux), EDP Sciences, 2016, 196p (ISBN 978-2759819157 )
- Galaxies and Cosmology (Astronomy and Astrophysics Library) (con Patrick Boissé, traduzione di M. Seymour), Springer, 2nd Ed 2004, 468p (ISBN 978-3540419273 )
- Il corso avanzato di Saas-Fee dell'universo freddo . vol 32. Swiss Society for Astrophysics and Astronomy (con Andrew W. Blain, editore: Daniel Pfenniger), Springer, 2004, (ISBN 978-3540408383 )
- Mysteries Of Galaxy Formation, Praxis, 2010, 224p (ISBN 978-1441908674 )
- La Voie Lactée, 2013, (EdP-Sciences), F. Combes e J. Lequeux
- Galaxies et Cosmologie (2009), (Ellipses), F. Combes, M. Haywood, S. Collin, F. Durret, B. Guiderdoni
- A. Aspect, R. Balian, G. Bastard, JP Bouchaud, B. Cabane, F. Combes, T. Encrenaz, S. Fauve, A. Fert, M. Fink, A. Georges, JF Joanny, D. Kaplan, D. Le Bihan, P. Léna, H. Le Treut, JP Poirier, J. Prost et JL Puget, Demain la physique, (Odile Jacob, 2009)
- Mystères de la formazione des galassie (2008), (Dunod), F. Combes
- Galaxies et Cosmologie (1991), (Inter-Sciences, CNRS), P. Boissé, A. Mazure et A. Blanchard
- Galaxies and Cosmology (1995), (Springer), P. Boissé, A. Mazure et A. Blanchard, (riedizione nel 2002)

## Premi e riconoscimenti
- Medaglia d'oro del Centre national de la recherche scientifique (CNRS, 2020)[5]
- la scuola City of Success di Montpellier (Francia) è stata ribattezzata Cité scolaire Françoise Combes (2017)[6]
- Prix Jules Janssen della Société astronomique de France (2017)
- Premio Lise Meitner dell'Università di Tecnologia CHALMERS a Gothenburg (2017)[7][8]
- Membro onorario della American Astronomical Society (2017)[9]
- Premio RM Petrie della Canadian Astronomical Society (2013)[10]
- Honorary Fellow della Royal Astronomical Society (2013)[11]
- Premio dei Tre Fisici, ENS (2012)[12]
- Membro dell'Academia Europæa (2009)
- Honorary Fellow della Royal Astronomical Society (2003)[13]
- Premio Tycho Brahe della Società Astronomica Europea (2009)[14]
- Membro dell'Accademia francese delle scienze (2004)[15]
- Medaglia d'argento del Centre national de la recherche scientifique (CNRS, 2001)
- Premio per la fisica IBM (1986)